# Chilioara
Chilioara – wieś w Rumunii, w okręgu Sălaj, w gminie Coșeiu. W 2011 roku liczyła 331 mieszkańców.